# Jura
Jura je geologická perioda patřící do éry mezozoika. Její začátek je datován přibližně před 200 miliony let, konec před 145 miliony let. Název je odvozen od pohoří Jura (Švýcarsko, Francie, autor Alexander von Humboldt, 1795). Jako samostatný útvar byl definován roku 1829 A. Boném. Fosilie jurského stáří objevovali četní sběratelé a vědci již na počátku 18. století, mezi nimi například i britská sběratelka a amatérská paleontoložka Mary Anningová. Juru charakterizuje druhá největší transgrese moře, které pokrývalo až 80 % dnešní známé souše. Moře pokrývalo západní část severní Ameriky, značnou část Asie, části Evropy, Afriky, Indie, západní část Austrálie.

## Bližší dělení

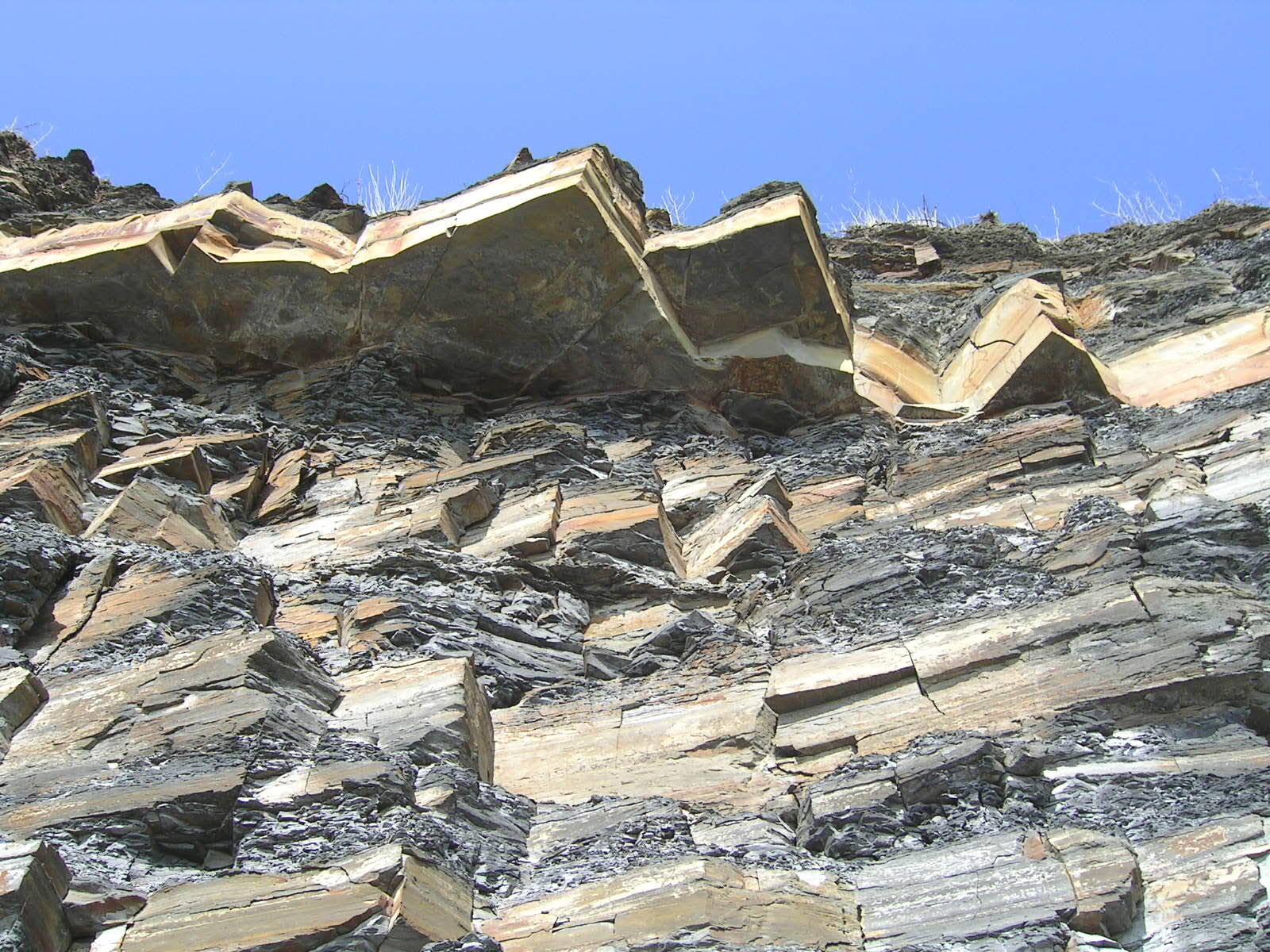
Jurské břidlice kimeridžského stáří u Dorsetu

Jura se obecně dělí na spodní (200–175 mil. let), střední (175–160 mil. let) a svrchní (160–145 mil. let).
Německý geolog Leopold von Buch v roce 1839 zavedl dle převládající barvy hornin termíny „černá“, „hnědá“ a „bílá jura“. Albert Oppel pak jednotlivá oddělení nazval lias, dogger a malm. Tyto názvy byly odvozeny od označení hornin používaných dělníky v lomech v Anglii. Detailní členění jury s uvedením odpovídajících regionálních jednotek uvádí následující tabulka:
| Epocha  | Stupeň     | Spodní hranice | Nový Zéland | Čína        |
| ------- | ---------- | -------------- | ----------- | ----------- |
| svrchní | tithon     | 150,6 mil. let | puaro       | penglaizhen |
| svrchní | kimmeridž  | 155,7 mil. let | ohan        | suiningi    |
| svrchní | oxford     | 161,2 mil. let | heter       | suiningi    |
| střední | callov     | 164,7 mil. let | temaik      | shaximio    |
| střední | bathon     | 167,7 mil. let | temaik      | shaximio    |
| střední | bajok      | 171,6 mil. let | urno        | Xintiangou  |
| střední | aalen      | 175,6 mil. let | urno        | Xintiangou  |
| spodní  | toark      | 183 mil. let   | urno        |             |
| spodní  | pliensbach | 189,6 mil. let | urno        |             |
| spodní  | sinemur    | 196,5 mil. let | arataur     |             |
| spodní  | hettang    | 199,6 mil. let | arataur     |             |

## Život v juře

### Fauna
Fauna jurské periody byla zpočátku značně ovlivněna hromadným vymíráním, které ukončilo předchozí triasovou periodu v době před 201 miliony let. Teprve po tomto vymírání se stali dominantní skupinou suchozemských obratlovců populární dinosauři. Hojní byli prvoci (vůdčí Calpionella alpina ve svrchní juře), houby, koráli, vytvářející v teplých mořích rozsáhlé útesy, mechovky, měkkýši (Trigonia, Posidonia). Na vrcholu byl rozvoj hlavonožců, zejména charakteristických amonitů (vůdčí fosilie) a jejich příbuzných ze skupiny belemnitů. 

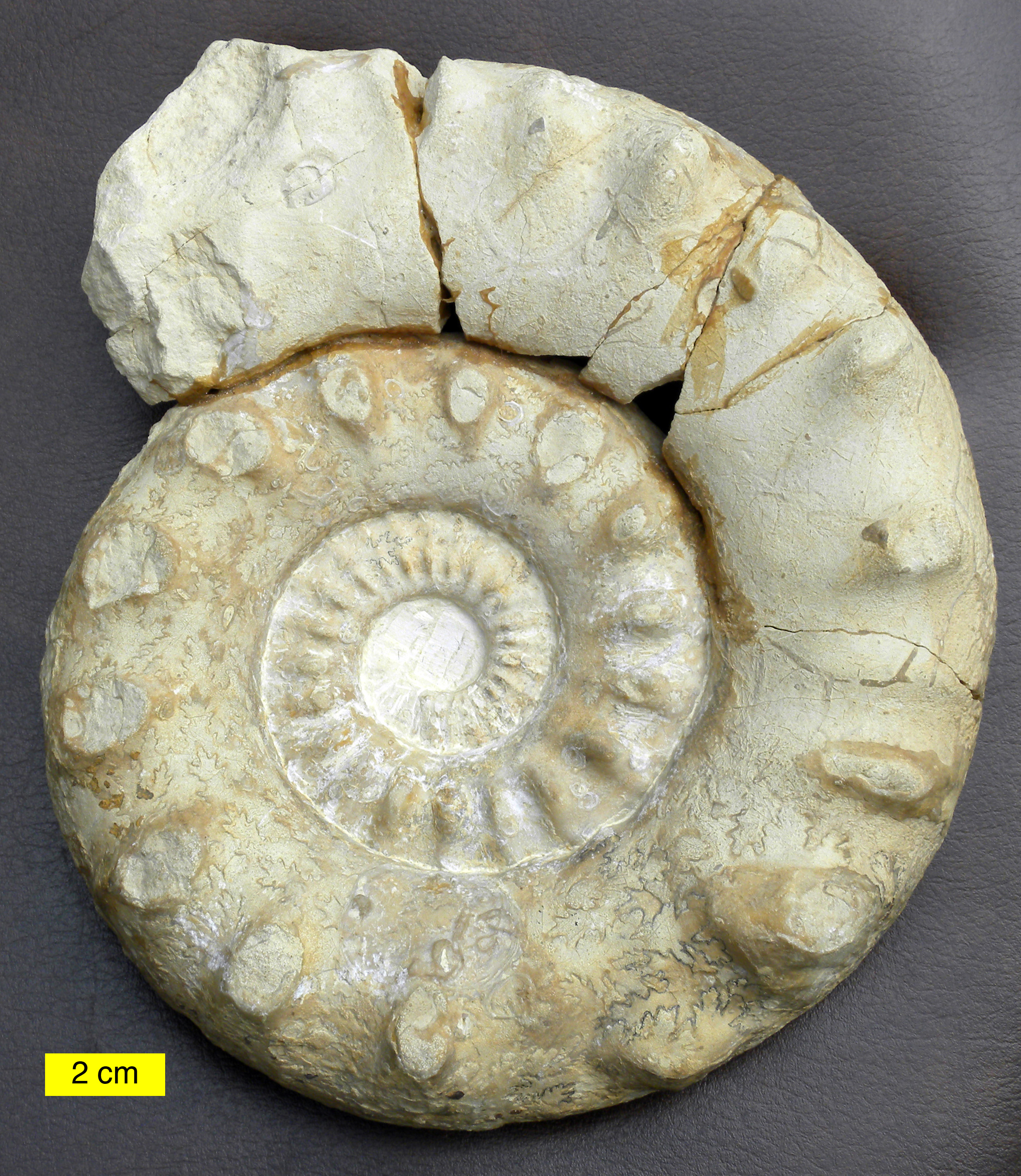
Zkamenělina amonita

 Objevují se také zástupci moderních skupin hmyzu, jako jsou blechy (rod Pseudopulex) a snad i klíšťata a vši. Úspěšnou skupinou členovců jsou pavouci, známí z fosilního záznamu z tohoto období.
Častější jsou kostnaté ryby (Teleostei), známy jsou již pravé žáby. Největší rybou vůbec mohl být rod Leedsichthys, žijící ve střední juře. Existovali již také savci, z nichž někteří byli potravní oportunisté (a živili se také masem dinosauřích zdechlin). Poprvé se objevují také praví krokodýli, obývající nejen sladké, ale i mořské vody. Známé jsou nálezy primitivních želv s tělem již částečně pokrytým krunýřem, pokračuje vývoj drobných savců, kteří se již pomalu začínají rozrůzňovat a specializovat. Teplá moře obývají žraloci a rejnoci ve formách velmi podobných těm současným. Tomuto období však stále dominují zejména plazi. Vody obývají různé druhy ichtyosaurů (ryboještěři, např. lokalita Holzmaden v SRN) a dravých dlouhokrkých plesiosaurů. Na konci jury už se vyskytují i obří formy pliosauridů, jako je druh Pliosaurus funkei ze Špicberků, dosahující délky kolem 13 metrů a hmotnosti přes 15 tun.
Objevují se také první formy savcům podobných plazů a následně i pravých savců, jako byl rod Megazostrodon z jižní Afriky. V mořích žily obří kostnaté ryby (jako byl rod Leedsichthys), velcí draví pliosauři a další predátoři, jednalo se tedy o značně nebezpečné ekosystémy. Významnými mořskými predátory byli krokodýlovití plazi ze skupiny Thalattosuchia, objevení také na území České republiky.
V období rané jury obývali velcí mořští plazi také paleo-polární oblasti na území dnešní východní Sibiře. Na přelomu rané a střední jury (asi před 175 až 170 miliony let) dochází k postupné druhové výměně mořské plazí megafauny (zejména v rámci kladů Plesiosauria a Ichthyosauria). Trvání této obměny činí zhruba jen 4 miliony let.
Na souši již bezkonkurenčně dominují různé skupiny dravých i býložravých neptačích dinosaurů (včetně obřích sauropodů, z nichž největší byl možná rod Amphicoelias) a ve vzduchu ptakoještěři (Pterosauria – např. Pterodactylus, Dimorphodon ad.). Jsou známy také nálezy prvních „praptáků“ (rod Archaeopteryx, objevený u Solnhofenu v Bavorsku). V Číně žil ještě o 10 milionů let dříve opeřený troodontid rodu Anchiornis (asi před 160 miliony let). Dinosauří megafauna byla v tomto období diverzifikovaná, druhově bohatá a rozšířená po pevninách celého světa, a to prakticky na území všech dnešních kontinentů. Také na území současné České republiky žili v období jurské periody dinosauři, jak ukazuje objev tzv. Moravské tetanury, představované jediným fosilním zubem, identifikovaným roku 2014 (ale objeveným již mnohem dříve) v lokalitě Švédské šance u Brna.
Mezi nejproslulejší naleziště pravěkého života z období svrchní jury patří severoamerické geologické souvrství Morrison, ze kterého jsou známé již desítky druhů dinosaurů. Mezi nimi jsou obří sauropodi, stegosauři, ornitopodi nebo také velcí teropodi (jako byl rod Allosaurus).
Výzkumy lokalit s mikrofosiliemi (včetně dinosauřích zubů) odhalují, že druhová rozmanitost ptakopánvých dinosaurů byla v období střední jury mnohem větší, než se dříve na základě kosterních nálezů předpokládalo. Dokládá to například výzkum na území Velké Británie na lokalitách se sedimenty z geologického věku/stupně bath.

### Flóra
Jura je vrcholným obdobím rostlin mezofytika. Lze rozlišit dvě provincie, indoevropskou, charakteristickou tropickým a subtropickým vlhkým klimatem a sibiřskou, odpovídající dnešnímu mírnému pásmu (s uhelnými pánvemi známými z Aljašky a Grónska). Převládají cykasovité rostliny (Zamites, Nilssonia), benetitové (Bennettitales), různé druhy ginkgovitých a jehličnanů. Objevují se první krytosemenné rostliny. 

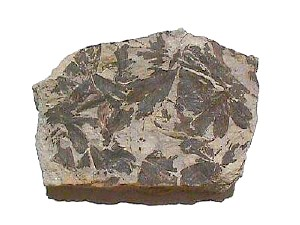
Zkamenělé listy jinanu

Klima bylo v tomto období velmi teplé, například v časovém rozmezí před asi 185 až 180 miliony let dosahovaly teploty v tropickém pásmu v průměru asi 22 až 32 °C. V průběhu střední jury (stupně bajok, bath a kelloway) patrně dochází ke změnám ve složení vegetace i v ekosystémech obecně vlivem zvýšené vulkanické činnosti.

## Tektonika
Na přelomu triasu a jury dochází k tektonicky nevýraznému vrásnění starokimerské fáze. Během jury začíná rozpad Gondwany na jednotlivé světadíly, podél oceánického hřbetu se rozevírá Atlantský oceán, vzniká Indický oceán, odděluje se Madagaskar od Afriky. Významným tektonickým prvkem je vrásnění mladokimerské fáze na konci jury. Dochází k regresi moře, vrásnění předznamenává vznik pásma pacifických pohoří. V sev. Americe, kde je označováno jako nevadské vrásnění, je spojeno se vznikem obrovských granitových batolitů (svrchní jura-spodní křída), četný vulkanismus produkuje lávové příkrovy mocné až 6 km (USA, Kanada). Výlevy láv jsou známy i z formace Karroo v jižní Africe, v Antarktidě a na Kavkazu. V první zmíněné měly podobu periodických magmatických výlevnývch událostí, odehrávajících se v období rané (spodní) jury, zhruba před 190 až 178 miliony let.
Na rozmezí pliensbachu a toarku dochází k náhlému poklesu produktivity uhlíkového cyklu a následnému vymírání druhů menšího rozsahu. Příčinou tohoto menšího vymírání v době před asi 183 miliony let byly nejspíš pohyby deskové tektoniky a výsledná enormně zesílená sopečná činnost, například na území současné Jižní Afriky. Tento tzv. Jenkynsův event je poměrně významnou událostí, která změnila dosavadní podobu raně jurských ekosystémů a mohla vyvolat i menší vlnu vymírání mezi dinosaury a dalšími tehdejšími živočichy.

## Jura v Evropě
Vydělují se tři oblasti:
- geosynklinální mediteránní na jihu Evropy, spojená s formováním alpsko-karpatského oblouku, zastoupená vápenci, rohovci a radiolarity
- epikontinentální oblast západní a střední Evropy s pánvemi anglo-pařížskou, akvitánskou, švábsko-franckou a rýnskou s pestrým horninovým složením (slepence, pískovce, břidlice, slíny, slínovce, vápence)Scéna ze svrchní jury severního Německa

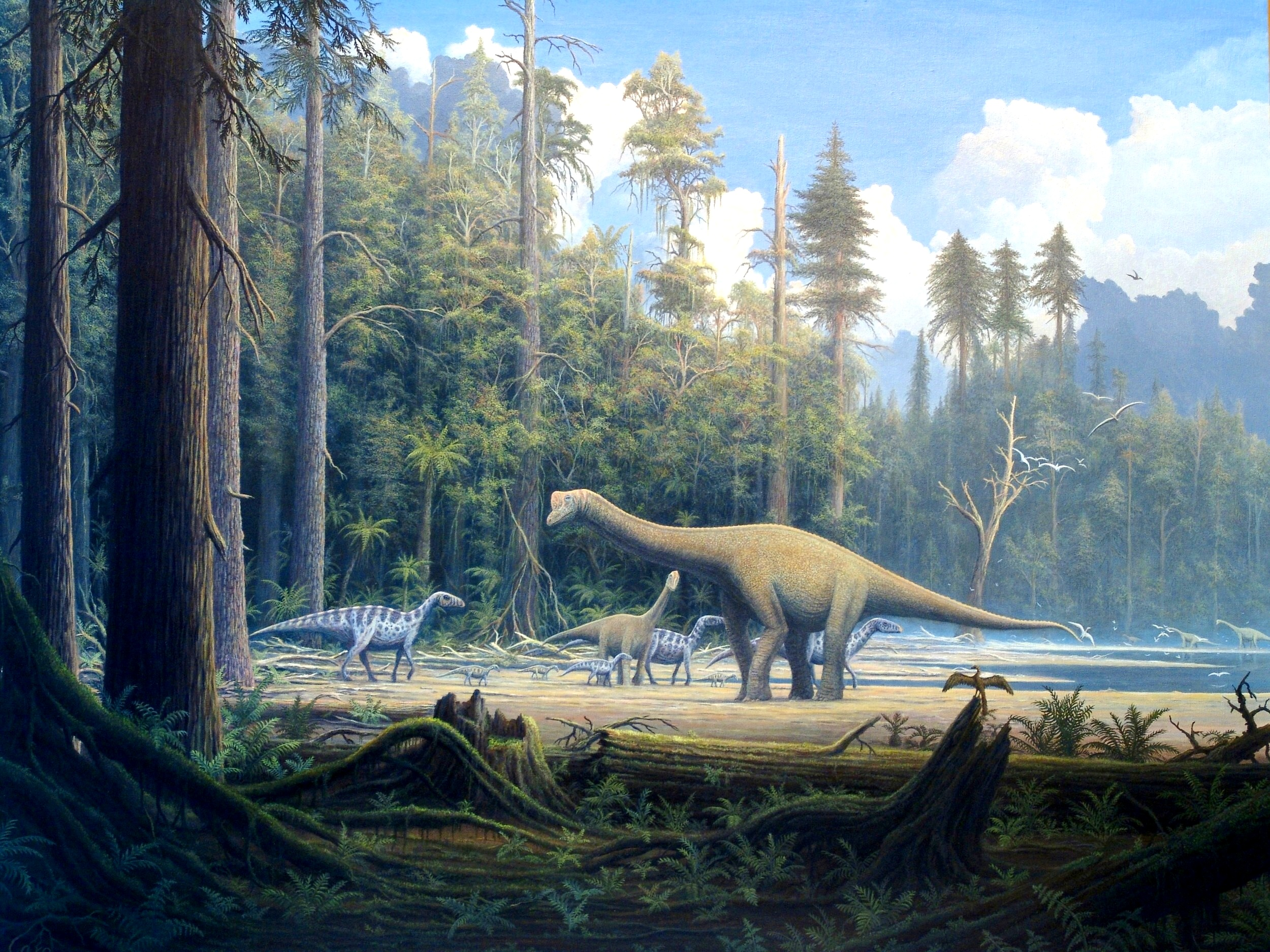
Scéna ze svrchní jury severního Německa

- boreální oblast severu Evropy

## Jura v Českém masívu
Denudanční zbytky stáří kelloway-kimeridž s bazálními klastiky (písky) a dolomitickými vápenci o mocnosti 50–80 m jsou známy podél lužického zlomu (Krásná Lípa). V Moravském krasu (Olomučany, Rudice, Babice) a okolí Brna (Hády, Stránská skála, Švédské šance) jsou horniny stáří kelloway-oxford zastoupeny bazálními slepenci, písky a jíly v nadloží s vápenci (největší mocnost 134 známa z vrtu Slatina 1). Největší rozsah má jura v podloží neogénu čelní hlubiny a flyšového pásma. Lias-dogger jsou zastoupeny diváckými vrstvami (lokálně s uhelnou sedimentací), s transgresí moře v kelloway-oxfordu, která trvala do tithónu, jsou spojeny vápence hrušovanské, novosedelské, pasohlávské, dále nikolčické vrstvy, mušovské souvrství, kurdějovské vápence a kobylské vápence s dolomity.

## Jura v jednotkách Západních Karpat na území ČR
- ždánická jednotka – klentnické vrstvy malmu tvoří výrazný morfologický prvek – vápencová bradla Pavlovských vrchů, ernstbrunnský vápenec pak Svatý Kopeček u Mikulova
- slezská jednotka – štramberský vápenec tvořící bradlo Kotouč u Štramberka je významnou světovou paleontologickou lokalitou, bylo tam popsáno přes 600 druhů zkamenělin a představuje nejsvrchnější stupeň tithon. Jedná se o tektonickou trosku bez podloží obklopenou křídou, proto zde není definován globální stratotyp.

## Ložiska surovin
Významná jsou především ložiska černého uhlí. V Severní Americe v kontinentální molase podél Skalnatých hor, v Asii čeljabinská, irkutská, turgajská pánev, ložiska v Číně, v Rakousku ložisko Gresten, pánev Mecsek v Maďarsku. Na sedimenty plošiny Colorado jsou vázána ložiska uranu. V Mexickém zálivu jsou významná ložiska evaporitů a důležité jsou solné pně, které tvoří struktury vhodné pro ložiska ropy. Tzv. „lotrinská mineta“ ve Francii je zdrojem oolitických rud železa. V Maďarsku na ložisku Urkút se těží rudy manganu. Méně významná jsou ložiska bauxitu v Uzbekistánu a Řecku.